# Driazgui
Driazgui (en rus: Дрязги) és un poble (un possiólok) de l'óblast de Lípetsk, a Rússia, que el 2011 tenia 1.647 habitants. Pertany al districte rural d'Úsman.